# Cristóbal Oudrid y Segura
Cristóbal Oudrid y Segura (Badajoz, 7 de febrer de 1825 - Madrid, 13 de març de 1877) fou un compositor espanyol. Va ser un destacat pianista, compositor de sarsueles i director d'orquestra. És autor de la molt coneguda Salve marinera, que va ser adoptada com a l'himne de l'Armada Espanyola.

## Biografia
Son pare, Carlos Oudrid, d'origen flamenc, va ser el seu professor de música, però sense cap mètode, cosa que li provocaria llacunes tècniques que va arrossegar durant tota la seua carrera. Tot i això, Oudrid va ser un autodidacte i va aprendre a tocar diversos instruments de vent de la banda de son pare, així com el piano. L'any 1844 va traslladar-se a Madrid per recomanació de Baltasar Saldoni, qui li va proporcionar els contactes necessaris perquè poguera guanyar-se la vida com a intèrpret de piano en concerts i en algun cafè. Ben aviat va començar a compondre peces de saló i cançons de tema espanyol.
El seu debut en la sarsuela el va fer amb l'obra de Mariano Fernández La Venta del Puerto o Juanillo el contrabandista, estrenada l'any 1847 al  Teatro del Príncipe de Madrid. Poc després, l'any 1848, va estrenar El Ensayo d'una ópera, en companyia de Rafael Hernando, l'èxit de la qual el va situar com a capdavanter del moviment de refundació de la sarsuela moderna. Es tracta d'una sarsuela paròdica, basada en l'opereta italiana La Prova di una opera seria de Giuseppe Mazza, sobre l'assaig d'una òpera titulada Las sacerdotisas del sol o los españoles en el otro mundo. La importància d'aquesta obra és que va suposar un important avanç en el contingut musical de la sarsuela, abandonant els temes localistes i eixamplant l'ambició artística i expressiva. L'any 1850 va col·laborar en la composició de la sarsuela col·lectiva Escenas de Chamberí, junt amb Rafael Hernando Palomar, Francisco Asenjo Barbieri i Joaquín Gaztambide y Garbayo. Aquesta sarsuela seria l'origen de la Societat Artístic Musical per al cultiu de la sarsuela, creada amb els compositors esmentats, el llibretista Luis de Olona, el baríton Francisco de Salas i el compositor José Inzenga. Els cinc compositors es comprometien a compondre tres obres per temporada, una d'elles en dos actes o més, i les altres en un acte. La liquidació de beneficis seria a parts iguals. L'any 1853, el baríton Salas, que era el soci amb un major esperit empresarial, va posar damunt de la taula la situació: les obres compostes per Barbieri i Gaztambide (17 actes i 14 actes respectivament) havien estat les de major èxit, mentre que les d'Inzenga, Oudrid i Hernando (2 actes, 9 actes i 3 actes respectivament) havien resultat en fracàs o en èxit moderat. L'evidència que Hernando i Inzenga s'havien lucrat injustament del treball dels companys, unit a què les exigències econòmiques dels cantants obligaven a l'aportació de capital extra, van forçar a reestructurar la societat, quedant fora Oudrid, Inzenga i Hernando, que no posseïen un patrimoni suficient per a fer-se càrrec del capital requerit. Aquesta situació va provocar no poc ressentiment en Oudrid, que sí que havia complert relativament amb la seua tasca (9 actes en total).
No obstant, l'activitat d'Oudrid va continuar, i els anys posteriors va donar a l'escena una cinquantena de sarsueles, entre les quals van destacar pel seu èxit El Postillón de la Rioja (1856), basada en l'òpera còmica d'Adolphe Adam Le postillon de Longjumeau, i El Molinero de Subiza (1870).
L'obra més coneguda d'Oudrid és el poema simfònic El Sitio de Zaragoza, interpretat habitualment en la seua versió per a banda de música, que narra l'enfrontament de les tropes napoleòniques amb l'assetjada ciutadania de Saragossa.
Com a director, va dirigir l'orquestra del Teatre Real de Madrid i el Teatre de la Sarsuela. Va morir el 13 de març de 1977 mentre preparava una representació de l'òpera Mignon del compositor francès Ambroise Thomas.

## Obres

### Sarsuela
- 1847 La Venta del puerto o Juanillo el contrabandista, 1 acte (junt amb: Mariano Soriano Fuertes) -llibret: Mariano Fernandez
- 1847 La Pradera del canal, 1 acte (junt amb: Sebastián Iradier) -llibret: Agustin Azcona
- 1847 El Turrón de Nochebuena -llibret: Vicente Izquierdo
- 1848 El Ensayo d'una ópera, 1 acte (junt amb: Rafael Hernando Palomar) -llibret: Juan del Peral
- 1850 Escenas de Chamberí, 1 acte (junt amb: Rafael Hernando Palomar, Francisco Asenjo Barbieri i Joaquín Gaztambide y Garbayo) -llibret: José Olona
- 1851 Misterios de Bastidores, 1 acte -llibret: Francisco de Paula Montemar
- 1851 Todo son raptos (junt amb: Francisco Asenjo Barbieri)
- 1851 Por seguir a una mujer, 4 escenas (junt amb: Francisco Asenjo Barbieri, Joaquín Gaztambide y Garbayo, Rafael Hernando Palomar i José Inzenga) -llibret: Luis Olona
- 1851 La Paga de Navidad, 1 acte -llibret: Francisco de Paula Montemar
- 1851 Pero Grullo, 2 actes -llibret: José María de Larrea en Antonio Lozano
- 1852 Buenos días, Señor Don Simón
- 1852 Mateo y Matea, 1 acte -llibret: Rafael Maiquez
- 1852 Salvador y Salvadora, 1 acte (junt amb: Luis Arche) - libretto: Antonio Auset
- 1852 De este mundo al otro, 2 actes - libretto: Luis Olona
- 1853 El Alcalde de Tronchón, 1 acte - libretto: Calixto Boldún y Conde
- 1853 El Alma en pena, 1 acte -llibret: Ramón Valladares y Saavedra
- 1853 Buenas noches, señor don Simón, 1 acte -llibret: Luis Olona
- 1853 El Hijo de familia o El lancero voluntario, 3 actes (junt amb: Emilio Arrieta i Joaquín Gaztambide y Garbayo)
- 1854 La Cola del diablo, 2 actes -llibret: Luis Olona
- 1854 Pablito o Segunda parte de D. Simon, 1 acte -llibret: Luis Olona
- 1855 Alumbra a este caballero, 1 acte -llibret: José Olona
- 1855 Amor y misterio, 3 actes -llibret: Luis Olona
- 1855 Estebanillo Peralta, 3 actes (junt amb: Joaquín Gaztambide y Garbayo) - libretto: Ventura de la Vega
- 1856 El Postillón de la Rioja, 2 actes -llibret: Luis Olona
- 1856 Un viaje al vapor, 3 actes -llibret: José Olona
- 1856 La Flor de la serranía, 1 acte -llibret: José María Gutierrez de Alba
- 1857 El Hijo del regimiento, 3 actes -llibret: Victoriano Tamayo y Baus
- 1858 Don Sisenando, 1 acte -llibret: Juan de La Puerta Vizcaíno
- 1858 El Joven Virginio, 1 acte -llibret: Mariano Pina y Bohigas
- 1859 Enlace y desenlace, 2 actes -llibret: Mariano Pina y Bohigas
- 1859 El Último mono, 1 acte -llibret: Narciso Serra
- 1859 El Zuavo, 1 acte -llibret: Pedro Niceto de Sobrado
- 1859 ¡¡Un disparate!!, 1 acte -llibret: Ricardo Velasco Ayllón
- 1860 A rey muerto, 1 acte -llibret: Luis Rivera
- 1860 Doña Mariquita
- 1860 Memorias d'un estudiante, 3 actes -llibret: José Picón
- 1860 Nadie se muere hasta que Dios quiere, 1 acte -llibret: Narciso Serra
- 1860 El Gran bandido, 2 actes (junt amb: Manuel Fernández Caballero) -llibret: Francisco Camprodón
- 1861 Anarquía conyugal, 1 acte -llibret: José Picón
- 1861 Un concierto casero, 1 acte -llibret: José Picón
- 1861 Un viaje alrededor de mi suegro
- 1861 El Caballo blanco, 2 actes (junt amb: Manuel Fernández Caballero) -llibret: Mariano Pina Domínguez
- 1862 La Isla de San Balandrán -llibret: Mariano Pina y Bohigas
- 1862 Juegos de azar (junt amb: Manuel Fernández Caballero)
- 1862 Equilibrios de amor, 1 acte (junt amb: Manuel Fernández Caballero -llibret: Fernando Martínez Pedrosa
- 1863 Por amor al prójimo, 1 acte -llibret: Juan Belza
- 1863 La Voluntad de la niña, 1 acte (junt amb: Miguel Carreras González) -llibret: Emilio Álvarez
- 1863 Walter, o la huérfana de Bruselas
- 1863 Matilde y Malek-Adhel, 3 actes (junt amb: Joaquín Gaztambide y Garbayo) -llibret: Carlos Frontaura
- 1864 Un marido de lance, 1 acte -llibret: Ricardo Caltañazor
- 1864 El alcalde de Tronchón, 1 acte -llibret: Calixto Boldún y Conde
- 1867 Bazar de novias, 1 acte -llibret: Mariano Pina
- 1867 La Espada de Satanás, 4 actes -llibret: Rafael Maria Liern
- 1867 Un estudiante de Salamanca, 3 actes -llibret: Luis Rivera
- 1868 Café teatro y Restaurante cantante,1 acte -llibret: Emilio Álvarez
- 1869 Acuerdo municipal, 1 acte (junt amb: Enrique Broca) -llibret: Antonio Ramiro y Garcia
- 1870 El Molinero de Subiza, 3 actes -llibret: Luis de Eguilaz
- 1870 La Gata de Mari Ramos
- 1871 Justos por pecadores (junt amb: Pedro Miguel Marqués)
- 1872 Miró y compañía o Una fiesta en Alcorcón, 1 acte -llibret: Francisco Garcia Vivanco
- 1874 Ildara
- 1874 El señor de Cascarrabias, 2 actes -llibret: Rafael Maria Liern
- 1874 Moreto, 3 actes -llibret: Agustín Azcona
- 1875 Compuesto y sin novia, 3 actes -llibret: Mariano Pina Domínguez
- 1876 Blancos y azules, 3 actes (junt amb: Manuel Fernández Caballero) -llibret: José María Nogués i Rafael María Liern
- 1884 El Consejo de los Diez -llibret: Aurora Sánchez y Aroca

### Música vocal
- La Pajarita, per a soprano i piano
- La Macarena, per a violoncel i guitarra

### Orquestra
- El Sitio de Zaragoza, poema simfònic. També existeix en versió per a banda de música.